# Лиманці
Лиманці́ — село в Україні, у Горохівській сільській громаді Баштанського району Миколаївської області. Населення становить 206 осіб.

## Населення

### Мова
Розподіл населення за рідною мовою за даними перепису 2001 року:
| Мова       | Кількість | Відсоток |
| ---------- | --------- | -------- |
| українська | 189       | 91.75%   |
| російська  | 17        | 8.25%    |
| Усього     | 206       | 100%     |